# 嘘つきバービー
嘘つきバービー（うそつきバービー）は2002年に結成された日本のスリーピース・ロックバンドである。

## 概要
嘘つきバービーは日本のロックバンド。メンバーはベース、ボーカル担当の岩下優介、ギター・椅子担当の千布寿也、ドラムス、コーラス担当の豊田茂の三名で構成されるスリーピース・バンドである。2002年に九州・佐世保で活動を開始し、2008年から活動の本拠を東京に移していた。2013年解散。

## メンバー
- 岩下 優介（いわした ゆうすけ） - ベース、ヴォーカル
- 千布 寿也（ちぶ としや） - ギター、椅子
- 豊田 茂（とよた しげる） - ドラム、コーラス

## 来歴
- 2003年 - コンピレーション・アルバム『SEXが大好き!な僕等の街のRock'n Roll』(SASEBO ROCKS)に「家鳴り」収録。地元、佐世保を拠点に活動。
- 2006年 - タワーレコード限定販売『子供の含みぐせ』をリリースし、CDデビュー。
- 2008年 - 活動拠点を九州から東京へ移し、頻繁に全国ツアーを行っている。
- 2011年 - エピックレコードジャパンと契約しメジャーデビュー[1]。
- 2013年 - 5月31日、解散を表明。理由は岩下曰く「面白いであったり素晴らしいと思うものを共有できなくなり、このままバンドとして作品を出し続けるのは只の嘘だ。そうなった以上きちんと解散するべきだ」としている[2]。同年9月27日、恵比寿LIQUIDROOMにてラストライブを開催し解散した。

## ミュージックビデオ
| 監督                     | 曲名                                                       |
| 滝本登鯉                 | 「どろろどっきんぐ」「やわらかヘンリー」                   |
| 西川修司                 | 「虫こない」                                               |
| 深津昌和(フカツマサカズ) | 「ねこ子」「バビブベ以外人間」「音楽ずるり」「新しい化学」 |

## 主なライブ

### ワンマンライブ・主催イベント
- 2009年10月30日〜11月19日 - 2マンツアー『ラブメイトTOUR』
w/ミドリ/MO'SOME TONEBENDER/LEO IMAI SOLO UNION/KING BROTHERS/オシリペンペンズ
- 2010年10月15日・23日 - ワンマン『まんじゅう以外全部こわい』
- 2011年06月12日 - 不定期大発表会
- 2012年12月23日 - ワンマン「あたらしい嘘つきバービー」
- 2013年06月01日〜07月08日 - 嘘つきバービーtour8「魔法を使った分の頭痛」
w/家出少年/valva/URBANフェチ/アップル斎藤と愉快なヘラクレスたち/the centralbars/彼は生ゴミ/Allenn/THE GLiTTER KILLER/バイザラウンド/本棚のモヨコ/SPINS/赤い公園/ひとりTOMOVSKY
- 2013年09月14日〜27日 - 嘘つきバービー最後のライブ『嘘つき、バービー』

### 出演イベント
- 2009年05月30日 - SHINJUKU LOFT 11TH ANNIVERSARY
- 2009年08月14日 - RISING SUN ROCK FESTIVAL 2009 in EZO
- 2009年12月23日 - WARP 11th Anniversary ! SEBASTIAN X&WARP presents「ユニバーサル・アニバーサル・フェスティバル開催中」
- 2010年06月13日 - OTODAMA'10 ～ヤングライオン編～
- 2010年08月20日 - AOMORI ROCK FESTIVAL '10 ～夏の魔物～
- 2012年09月22日 - AOMORI ROCK FESTIVAL '12 ～夏の魔物～
- 2012年10月06日 - MEGA☆ROCKS 2012
- 2012年10月07日 - 嘘つきホテル
- 2013年03月03日 - Beat Happening!MAX!
- 2013年03月09日 - CLUB ROCK'N'ROLL 20th ANNIVERSARY!!! 2 MAN LIVE 嘘つきバービー vs 八十八ヶ所巡礼
- 2013年03月17日 - 嘘つきバービー×ふくろうず「NO RELEASE, NO LIVE？〜砂漠の流刑地でニニニニ〜」
- 2013年03月25日 - SHINJUKU LOFT 14th Anniversary